# Am Ohmberg
Am Ohmberg – gmina (niem. Landgemeinde) w Niemczech, w kraju związkowym Turyngia, w powiecie Eichsfeld. Powstała 1 grudnia 2010.
Do 30 listopada 2011 wchodziła w skład  wspólnoty administracyjnej Eichsfeld-Südharz. Dzień później stała się samodzielną gminą.